# Gobernación del Estado de la Ciudad del Vaticano
La Gobernación del Estado de la Ciudad del Vaticano es el organismo encargado de ejercer el poder ejecutivo, por delegación del papa, en la Ciudad del Vaticano, que es una entidad diferente de la Santa Sede. Actualmente, preside el organismo la monja Raffaella Petrini, siendo la primera mujer en ostentar el título.

## Historia
El cargo de gobernador del Estado de la Ciudad del Vaticano fue creado en 1929, tras los Pactos de Letrán, con la Ley Fundamental. El primer titular fue el marqués Camillo Serafini, hasta su muerte en 1952.
Dado que el papa Pío XII ya había creado la Pontificia Comisión Cardenalicia en 1939, sin modificar ni derogar la Ley Fundamental, con el cometido de presidir, en su nombre y en su lugar, la Gobernación, el cargo de gobernador permaneció vacante hasta el año 2000, en que fue definitivamente abolido tras la creación de la Comisión Pontificia para el Estado de la Ciudad del Vaticano, en la que el presidente también ejerce el poder ejecutivo bajo la Gobernación, asistido por el secretario general y el subsecretario general.
Desde 2021 hasta 2025, el presidente de la Gobernación fue el cardenal Fernando Vérgez Alzaga, con la religiosa franciscana Raffaella Petrini como secretaria.
El 25 de febrero de 2025, el papa modificó la Ley Fundamental del Estado de la Ciudad del Vaticano, vigente a partir del 1 de marzo de 2025, estableciendo la institución de dos secretarios generales, cuyas delegaciones serán decididas por el presidente de la Comisión Pontificia para el Estado de la Ciudad del Vaticano y de la Gobernación del mismo Estado.
El 1 de marzo de 2025, Raffaela Petrini fue nombrada presidenta de la Gobernación del Estado de la Ciudad del Vaticano por el papa Francisco.

## Organización

### a) Órganos de gobierno
- Presidente, al que ayudan dos secretarios generales que regulan la actividad administrativa y coordinan los diversos organismos– y un subsecretario general –que, entre otras cosas, se ocupa de las actas y la correspondencia, y la recopilación de las leyes–, a los que el presidente puede delegar el ejercicio de determinadas funciones. El presidente publica las normas de organización general del Estado, define los objetivos de la administración y obra en consecuencia, después de oír a quien corresponda. En los asuntos de mayor importancia actúa de acuerdo con la Secretaría de Estado.
- Dos secretarios generales
- Un subsecretario general
  - el Consejo de los Directores, que tiene competencia consultiva y de cooperación con el presidente;
  - la Oficina para las Relaciones con los Mecenas de las Artes de los Museos Vaticanos
  - Servicios Aduaneros y Tránsito de Mercancías

### b) Secretarías Generales
Se encargarán de:
- Protocolo general
- Archivo Central
- Unidad de Control de Inspección
- Coordinación de Eventos

### c) Direcciones
- Dirección de Infraestructuras y Servicios;
- Dirección de Telecomunicaciones y Sistemas Informáticos;
- Dirección de la Economía;
- Dirección de los Servicios de Seguridad y Protección Civil;
- Dirección de Sanidad e Higiene;
- Dirección de los Museos y Bienes Culturales;
- Dirección de las Villas Pontificias.

### d) Oficinas Centrales
- Oficina del Personal;
- Oficina Jurídica.

### e) Organismos auxiliares
- Comisión Disciplinar;
- Comisión para el Personal;
- Comité para las Cuestiones Monetarias;
- Comisión para la Selección del Personal Laico.

### f) Organismos científicos
- Observatorio Vaticano, organismo científico que trabaja en la investigación astronómica.
- Centro de alta formación "Laudato si"